# ساهار
ساهار (به انگلیسی: Sahawar) یک منطقهٔ مسکونی در هند است که در Etah district واقع شده‌است. ساهار ۲۴٬۴۵۷ نفر جمعیت دارد و ۱۷۶ متر بالاتر از سطح دریا واقع شده‌است.